# Liste der Baudenkmäler in Erlangen/K
Diese Liste ist eine Teilliste der Liste der Baudenkmäler in Erlangen. Grundlage der Liste ist die Bayerische Denkmalliste, die auf Basis des bayerischen Denkmalschutzgesetzes vom 1. Oktober 1973 erstmals erstellt wurde und seither durch das Bayerische Landesamt für Denkmalpflege geführt und aktualisiert wird. Die folgenden Angaben ersetzen nicht die rechtsverbindliche Auskunft der Denkmalschutzbehörde.
Dieser Teil der Liste beschreibt die denkmalgeschützten Objekte an folgenden Erlanger Straßen und Plätzen:
- Kammererstraße
- Katholischer Kirchenplatz
- Kirchenstraße
- Kochstraße
- Konrad-Zuse-Straße
- Krankenhausstraße
- Kuttlerstraße

## Kammererstraße
| Lage                        | Objekt   | Beschreibung                                                                | Akten-Nr.               | Bild     |
| --------------------------- | -------- | --------------------------------------------------------------------------- | ----------------------- | -------- |
| Kammererstraße 4 (Standort) | Wohnhaus | Zweigeschossig, traufseitig, Sandsteinquader, zweite Hälfte 18. Jahrhundert | D-5-62-000-367 Wikidata | Wohnhaus |

## Katholischer Kirchenplatz
| Lage                                    | Objekt                                 | Beschreibung | Akten-Nr.               | Bild                   |
| --------------------------------------- | -------------------------------------- | --- | ----------------------- | ---------------------- |
| Katholischer Kirchenplatz 1 (Standort)  | Bürgerhaus                             | Zweigeschossiger Eckbau, Sandsteinquader, 1853/54 | D-5-62-000-369 Wikidata | Bürgerhaus             |
| Katholischer Kirchenplatz 2 (Standort)  | Bürgerhaus                             | Zweigeschossiger Traufseitbau, Sandsteinquader, 1854 | D-5-62-000-370 Wikidata | Bürgerhaus             |
| Katholischer Kirchenplatz 8 (Standort)  | Katholische Stadtpfarrkirche Herz Jesu | Neuromanisch, mit schlankem Turm, 1850, Anbau des Südflügels 1895 als Langhaus; mit Ausstattung                                                          | D-5-62-000-371 Wikidata | weitere Bilder         |
| Katholischer Kirchenplatz 9 (Standort)  | Villa                                  | Ehemalige Direktorenvilla der Kretinenanstalt, Neubarockbau mit Mansarddach, Garteneinfriedung zur Vierzigmannstraße und Sandsteinmauer nach Süden, 1908 | D-5-62-000-372 Wikidata | weitere Bilder         |
| Katholischer Kirchenplatz 12 (Standort) | Katholisches Pfarrhaus                 | Zweigeschossiger Traufseitbau, Sandsteinquader, Zwerchhaus, 1789                                                                                         | D-5-62-000-373 Wikidata | Katholisches Pfarrhaus |
| Katholischer Kirchenplatz 13 (Standort) | Bürgerhaus                             | Zweigeschossiger Traufseitbau, Sandsteinquader, Zwerchhaus, 1789                                                                                         | D-5-62-000-374 Wikidata | Bürgerhaus             |

## Kirchenstraße
| Lage                        | Objekt                          | Beschreibung                                                                     | Akten-Nr.               | Bild           |
| --------------------------- | ------------------------------- | -------------------------------------------------------------------------------- | ----------------------- | -------------- |
| Kirchenstraße 2 (Standort)  | Weinhandlung und Weinstube Kach | Zweigeschossiger Walmdach-Eckbau, Sandsteinquader, 1754                          | D-5-62-000-376 Wikidata | weitere Bilder |
| Kirchenstraße 4 (Standort)  | Bürgerhaus                      | Zweigeschossiger Traufseitbau, Sandsteinquader, 1753/54, innen bezeichnet „1729“ | D-5-62-000-377 Wikidata | BW             |
| Kirchenstraße 5 (Standort)  | Bürgerhaus                      | Zweigeschossiger Traufseitbau, 1850                                              | D-5-62-000-378 Wikidata | weitere Bilder |
| Kirchenstraße 6 (Standort)  | Ehemaliges Gasthaus Reichsadler | Zweigeschossiger Traufseitbau, Sandsteinquader, 1737/38                          | D-5-62-000-379 Wikidata | BW             |
| Kirchenstraße 9 (Standort)  | Bürgerhaus                      | Zweigeschossiger Eckbau, Sandsteinquader, Aufzugerker 1765/66                    | D-5-62-000-381 Wikidata | Bürgerhaus     |
| Kirchenstraße 10 (Standort) | Bürgerhaus                      | Zweigeschossiger Traufseitbau, Sandsteinquader, 1710/11                          | D-5-62-000-382 Wikidata | Bürgerhaus     |
| Kirchenstraße 12 (Standort) | Bürgerhaus                      | Zweigeschossiger Traufseitbau, Sandsteinquader, Zwerchhaus, 1711                 | D-5-62-000-383 Wikidata | BW             |
| Kirchenstraße 14 (Standort) | Bürgerhaus                      | Zweigeschossiger Traufseitbau, Sandsteinquader, Zwerchhaus, 1754                 | D-5-62-000-384 Wikidata | BW             |

## Kochstraße
| Lage                     | Objekt   | Beschreibung                                       | Akten-Nr.               | Bild |
| ------------------------ | -------- | -------------------------------------------------- | ----------------------- | ---- |
| Kochstraße 21 (Standort) | Wohnhaus | Villenartig, Neurenaissance mit Zierfachwerk, 1892 | D-5-62-000-385 Wikidata | BW   |

## Konrad-Zuse-Straße
| Lage | Objekt                                                                       | Beschreibung | Akten-Nr.                         | Bild                                                                         |
| --- | ---------------------------------------------------------------------------- | --- | --------------------------------- | ---------------------------------------------------------------------------- |
| Konrad-Zuse-Straße 2, 4, 6, 8, 10, 12, 14, 16, 18, 20, 22 (Standort)                                            | Ehemalige Stallungen der Artilleriekaserne                                   | Langgezogener erdgeschossiger Bau mit höher gezontem Mittelpavillon und südlichem Schlusspavillon, 1900, Anbau 1910 (Gebäude Nr. 4030); siehe auch Artilleriestraße | D-5-62-000-928 zugehörig Wikidata | weitere Bilder                                                               |
| Konrad-Zuse-Straße 3, 5 (Standort)                                                                              | Ehemaliges Mannschaftsgebäude der Artilleriekaserne                          | Dreigeschossig, reich gegliedert durch Risalite, polychromes Rohziegelmauerwerk, 1900 (Gebäude Nr. 4026); siehe auch Artilleriestraße                               | D-5-62-000-928 zugehörig Wikidata | weitere Bilder                                                               |
| Konrad-Zuse-Straße 7 (Standort)                                                                                 | Ehemaliges Wirtschaftsgebäude der Artilleriekaserne                          | Bezeichnet„1900“ (Gebäude Nr. 4028); siehe auch Artilleriestraße | D-5-62-000-928 zugehörig Wikidata | Ehemaliges Wirtschaftsgebäude der Artilleriekaserne                          |
| Konrad-Zuse-Straße 9 (Standort)                                                                                 | Ehemaliges westliches Reithaus der Artilleriekaserne                         | Erdgeschossig, bezeichnet „1900“ (Gebäude Nr. 4029); siehe auch Artilleriestraße                                                                                    | D-5-62-000-928 zugehörig Wikidata | weitere Bilder                                                               |
| Konrad-Zuse-Straße 15, 17 (Standort)                                                                            | Ehemalige Beschlagschmiede und Waffenmeisterwerkstätte der Artilleriekaserne | Bezeichnet „1900“ (Gebäude Nr. 4031); siehe auch Artilleriestraße                                                                                                   | D-5-62-000-928 zugehörig Wikidata | Ehemalige Beschlagschmiede und Waffenmeisterwerkstätte der Artilleriekaserne |
| Konrad-Zuse-Straße 19, 21, 23, 25, 27, 29, 31, 33, Paul-Gordan-Straße 25, 27, 29, 31, 33, 35, 37, 39 (Standort) | Ehemaliges Wagengebäude der Artilleriekaserne                                | 1900 (Gebäude Nr. 4035); siehe auch Artilleriestraße. | D-5-62-000-928 zugehörig Wikidata | weitere Bilder                                                               |

## Krankenhausstraße
| Lage                               | Objekt                   | Beschreibung | Akten-Nr.                         | Bild                     |
| ---------------------------------- | ------------------------ | --- | --------------------------------- | ------------------------ |
| Krankenhausstraße (Standort)       | Schlossgarteneinfriedung | Mit mehreren Toren und Eingängen, teilweise Sandsteinquadermauerwerk, teilweise Sandsteinsäulen mit Eisenzaun, zweite Hälfte 19. Jahrhundert | D-5-62-000-597 zugehörig Wikidata | Schlossgarteneinfriedung |
| Krankenhausstraße 5 (Standort)     | Kleinhaus                | Erdgeschossiger, verputzter Sandsteinquaderbau mit Satteldach und Zwerchhaus, 1728 | D-5-62-000-386 Wikidata           | Kleinhaus                |
| Krankenhausstraße 7 (Standort)     | Kleinhaus                | Erdgeschossiger, verputzter Walmdachbau in Ecklage mit Zwerchhaus, 1728 | D-5-62-000-387 Wikidata           | Kleinhaus                |
| Krankenhausstraße 8, 10 (Standort) | Pathologisches Institut  | Dreigeschossiger Sandsteinquaderbau mit Walmdach und leicht vorspringenden Flügelbauten, in Formen der Neorenaissance, von Friedrich Wilhelm Scharff, 1905 | D-5-62-000-388 Wikidata           | weitere Bilder           |
| Krankenhausstraße 9 (Standort)     | Anatomisches Institut    | Ausgedehnter, zweigeschossiger Gebäudekomplex über hohem Sockelgeschoss, bestehend aus Mittelpavillon mit durch kurzen Flügeln verbundenen Seitenpavillons mit Mansardwalmdächern und Freitreppe, in neubarocken Formen, von Friedrich Wilhelm Scharff, 1896/97 Mit Einfriedung, gleichzeitig | D-5-62-000-389 Wikidata           | BW                       |
| Krankenhausstraße 12 (Standort)    | Reste eines Klinikbaus   | Untergeschosse der beiden Kopfbauten zur Straße, 1823 | D-5-62-000-390 Wikidata           | weitere Bilder           |

## Kuttlerstraße
| Lage                        | Objekt     | Beschreibung                                                                 | Akten-Nr.               | Bild           |
| --------------------------- | ---------- | ---------------------------------------------------------------------------- | ----------------------- | -------------- |
| Kuttlerstraße 1 (Standort)  | Bürgerhaus | Zweigeschossiger Traufseitbau, 1715                                          | D-5-62-000-392 Wikidata | weitere Bilder |
| Kuttlerstraße 2 (Standort)  | Bürgerhaus | Dreigeschossiger Traufseitbau, Sandsteinquader, 1701, Obergeschoss wohl 1764 | D-5-62-000-393 Wikidata | weitere Bilder |
| Kuttlerstraße 3 (Standort)  | Bürgerhaus | Zweigeschossiger Traufseitbau, 1715                                          | D-5-62-000-394          | Bürgerhaus     |
| Kuttlerstraße 4 (Standort)  | Bürgerhaus | Zweigeschossiger Traufseitbau, Sandsteinquader, 1701                         | D-5-62-000-395 Wikidata | Bürgerhaus     |
| Kuttlerstraße 5 (Standort)  | Bürgerhaus | Zweigeschossiger Traufseitbau, 1715                                          | D-5-62-000-396          | weitere Bilder |
| Kuttlerstraße 7 (Standort)  | Bürgerhaus | Zweigeschossiger Traufseitbau, 1706, Portal erste Hälfte 19. Jahrhundert     | D-5-62-000-397 Wikidata | weitere Bilder |
| Kuttlerstraße 8 (Standort)  | Bürgerhaus | Zweigeschossiger Traufseitbau, Sandsteinquader, 1706                         | D-5-62-000-398 Wikidata | Bürgerhaus     |
| Kuttlerstraße 9 (Standort)  | Bürgerhaus | Zweigeschossiger Traufseitbau, 1715, Fassade 1936                            | D-5-62-000-399 Wikidata | Bürgerhaus     |
| Kuttlerstraße 13 (Standort) | Bürgerhaus | Zweigeschossiger Traufseitbau, Sandsteinquader, 1695                         | D-5-62-000-400 Wikidata | Bürgerhaus     |
| Kuttlerstraße 19 (Standort) | Bürgerhaus | Zweigeschossiger Traufseitbau, 1697                                          | D-5-62-000-401 Wikidata | Bürgerhaus     |